# Otto von Wächter
Otto von Wächter (16. března 1832 Stuttgart – 21. června 1895 Rychnov nad Kněžnou), byl rakouský politik německé národnosti z Čech, v 2. polovině 19. století poslanec Říšské rady.

## Biografie
Sloužil v armádě, kde dosáhl hodnosti nadporučíka. Od roku 1885 měl titul svobodného pána.
V doplňovacích volbách v srpnu 1868 byl za velkostatkářskou kurii, nesvěřenecké velkostatky, zvolen na Český zemský sněm. Do sněmu se vrátil v zemských volbách roku 1872. Mandát obhájil v zemských volbách roku 1878. Zastupoval provídeňskou a centralistickou Stranu ústavověrného velkostatku.
Zemský sněm ho roku 1868 zvolil i do Říšské rady (celostátní parlament, volený nepřímo zemskými sněmy). 17. října 1868 složil slib. Opětovně byl do vídeňského parlamentu delegován zemským sněmem roku 1870 (8. listopadu 1870 složil slib) a 1872 (složil slib 7. května 1872). Uspěl i v prvních přímých volbách do Říšské rady roku 1873 za kurii velkostatkářskou.
Zemřel v červnu 1895.